# Tsuneo Mori
Tsuneo Mori (en japonès: 森 恒夫, Mori Tsuneo) (Osaka, 6 de desembre de 1944 - Tòquio, 1 de gener de 1973) fou un activista polític japonès, secretari general de l'Exèrcit Roig Unit.
Nascut a la ciutat d'Osaka, es matriculà a la Universitat d'Osaka. El 1970, durant la detenció d'alguns companys militants de la Fracció de l'Exèrcit Roig japonès, aconseguí escapar i, juntament amb altres membres, el 31 de març segrestaren el vol 351 de Japan Airlines per posar rumb a Corea del Nord. Alguns d'ells acabaren formant l'Exèrcit Roig Japonès, tot i que ell, eventualment, liderà un altre grup armat comunista conegut com a Exèrcit Roig Unit.
L'hivern de 1972 es consumà una nova fugida de la policia i formà part d'un grup de quadres radicalitzats de l'ERU que es retiraren a les muntanyes de la prefectura de Gunma. Al recinte, durant la segona setmana de febrer de 1972, Mori i Hiroko Nagata iniciaren una violenta purga dels membres del grup. En ella, ordenaren l'assassinat a cops de vuit militants i un tercer aliè que hi fou present. A l'exterior, sis militants més foren lligats en arbres i, posteriorment, moriren per congelació. Nagata es dirigí especialment als membres que, a parer seu, «tenien massa interès en les relacions amb les dones i no dedicaven prou ardor a la revolució». Uns quants moriren per «intentar escapar»; un membre fou assassinat per haver demanat paper de seda mentre estava dins del sac de dormir, un acte interpretat, aparentment, com a indicatiu sexual.
El 16 de febrer, però, la policia el va detenir, juntament amb Nagata i sis membres més de l'ERU, en una operació al mateix recinte i en un poble proper. Cinc militants més, armats amb rifles i escopetes, aconseguiren escapar a peu per les muntanyes, cap a Karuizawa, a la propera prefectura de Nagano, on s'atrinxeraren en un refugi de muntanya prenent per ostatge a l'esposa del guarda, iniciant així l'incident d'Asama-Sansō. El segrest finalitzà amb l'assalt de la policia amb un resultat de 2 policies morts, 25 de ferits i 1 civil ferit que entrà a la zona sense consentiment, mentre que per part dels segrestadors hi hagué un de ferit. Acusat d'haver assassinat a 13 militants de l'ERU i en previsió de judici pel 23 de gener de 1973, l'1 de gener se suïcidà penjant-se a la seva cel·la de la presó de Tòquio.